# Krognoshuset
Krognoshuset er Lunds ældste verdslige bygning. Det mentes længe, at det var en rest af sortebrødreklosteret. I begyndelsen af 1900-tallet blev det klart, at bygningen har indgået i en privat ejendom, som omfattede hele det nuværende Mårtenstorget.
Nærmere oplysninger om huset viser, at det er fra 1300. I løbet af 13 – og 1400-tallet var huset ejet af den adelige familie Krognos. I løbet af 1700-tallet var huset ejet af flere professorer, herunder Johan Jacob Döbelius. 1905 blev bygningen renoveret af domkirkearkitekten Theodor Wåhlin, der ønskede, at det skulle have et mere klosteragtigt udseende. 1929 overdrog Lund by bygningen til Kunstforening Aura.